# Аппелсха
Аппелсха (нід. Appelscha) — село в нідерландській провінції Фрисландія. Входить до муніципалітету Остстеллінгверф.
Його площа становить 39,54км², а населення станом на 2021 рік складало 4 775 осіб.

## Галерея

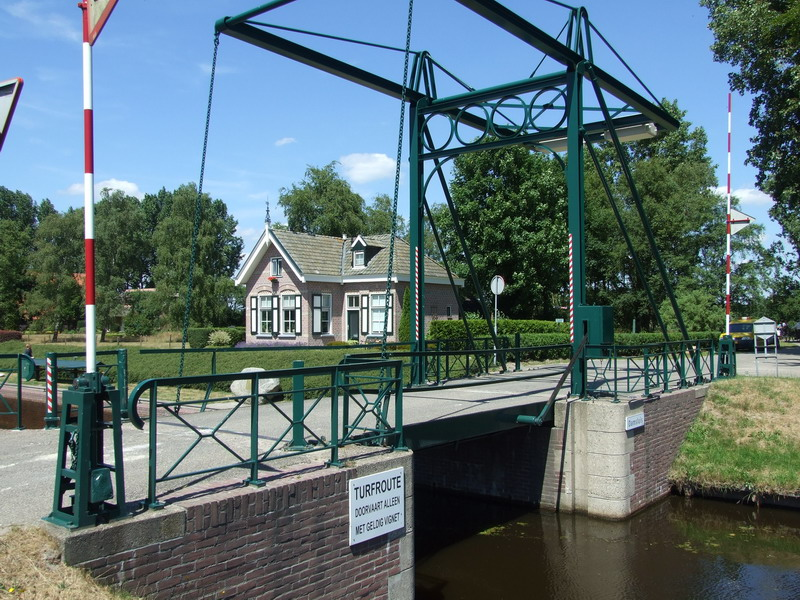
Шлюз у селі
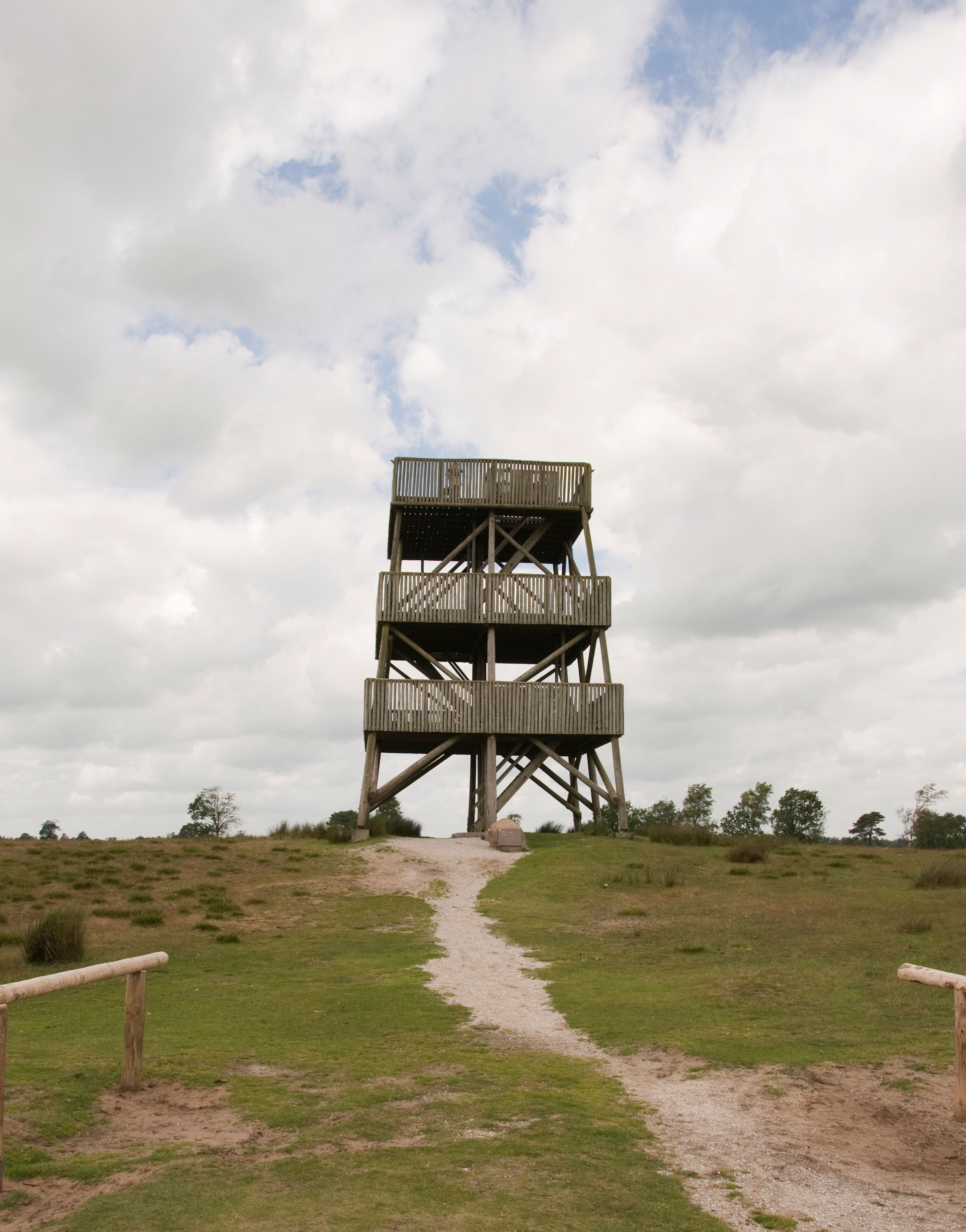
Спостережна вежа біля лісу
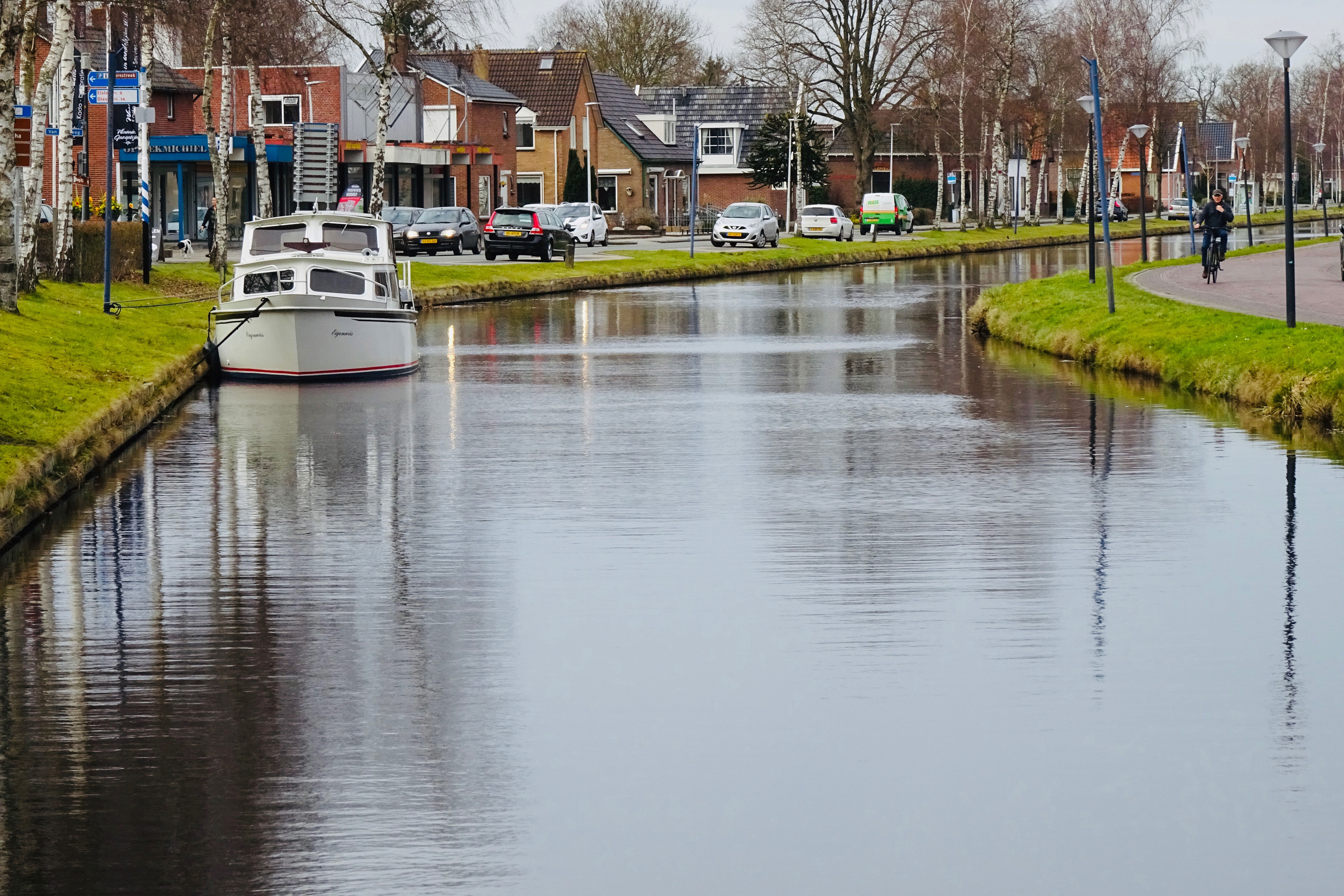
Вид на канал
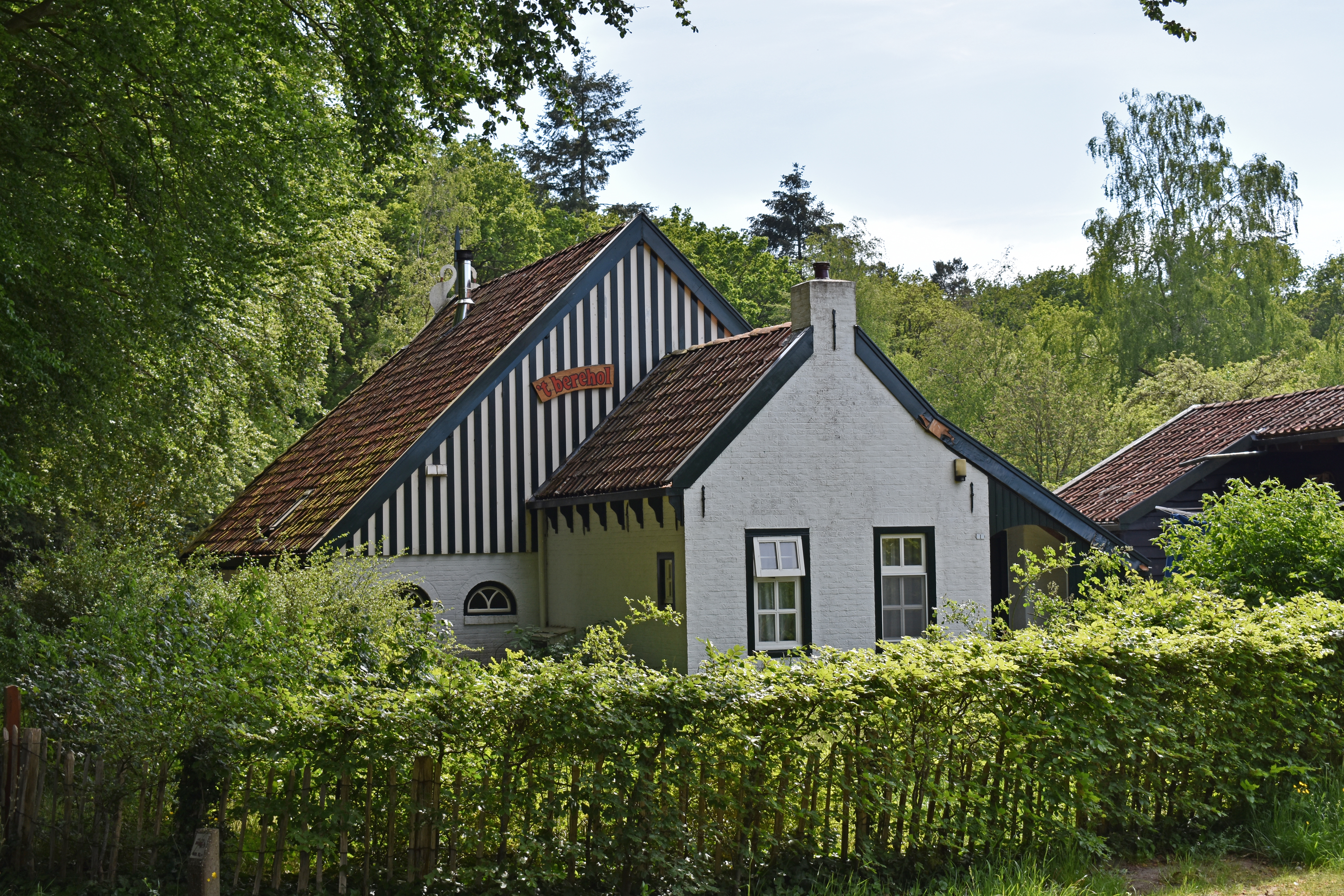
Сільський будинок